# Чебышёв, Владимир Львович
Владимир Львович Чебышёв (1831—1905) — русский учёный-артиллерист, педагог и редактор, генерал от артиллерии, заслуженный профессор и почётный член Конференции Михайловской военной артиллерийской академии.
Брат известного математика Пафнутия Львовича Чебышёва.

## Биография
Родился в Москве. В службу вступил в 1847 году. В 1852 году после окончания Михайловского артиллерийского училища, произведён в прапорщики и выпущен по полевой пешей артиллерии. В 1853 году произведён в подпоручики. В 1854 году переведён в гвардейскую артиллерию с переименованием в прапорщики гвардии, в 1855 году в подпоручики гвардии. С ноября 1856 года служил в Комитете улучшения штуцеров и ружей (позднее Оружейная комиссия Артиллерийского комитета). В 1857 году опубликовал свою первую статью по оружейному делу. Выполнял задания по организации производства на тульском ружейном заводе, командировался за границу для сбора сведений о стрелковом вооружении иностранных армий.
В 1859 году после окончания Михайловской артиллерийской академии по I разряду произведён «за отличие в науках» в поручики гвардии и назначен репетитором МАА и штатным преподавателем МАУ. С 1862 года назначен штатным преподавателем МАА, в 1863 году произведён в штабс-капитаны гвардии, в 1864 году в капитаны гвардии, в 1865 году в полковники гвардии.
В 1867 году назначен адъюнкт-профессором МАА и членом Артиллерийского комитета при Главном артиллерийском управлении. С 1869 года помимо преподавательской деятельности был назначен членом Главного комитета по устройству и образованию войск при Военном совете Российской империи.
С 1871 года назначен экстраординарным профессором МАА с оставлением в должности члена Артиллерийского комитета. В 1875 году «за отличие по службе» произведён в генерал-майоры и назначен ординарным профессором МАА с оставлением в предыдущих должностях. В 1881 году высочайшим приказом получил звание заслуженный ординарный профессор и назначен почётным членом Конференции МАА. В 1885 году произведён в генерал-лейтенанты, в 1892 году в генералы от артиллерии с увольнением в отставку.
Автор свыше 70 научных работ. С 1861 по 1895 годы вместе с В. Н. Бестужевым-Рюминым был одним из основателей и редакторов «Оружейного сборника».

## Награды
Награждён всеми орденами Российской империи вплоть до ордена Белого орла высочайше пожалованного ему 30 августа 1891 года.